# Épinay-sous-Sénart
Épinay-sous-Sénart é uma comuna francesa situada a vinte e dois quilômetros a sudeste de Paris no departamento de Essonne na região da Ilha de França. 
Seus habitantes são chamados Spinoliens.

## Geografia

### Comunas limítrofes
Épinay-sous-Sénart é limítrofe ao noroeste por Brunoy, ao leste por Boussy-Saint-Antoine, ao sudeste por Soisy-sur-Seine, Étiolles e Quincy-sous-Senart e ao nordeste por Mandres-les-Roses, no Vale do Marne.

### Transportes e comunicações
A cidade de Épinay-sous-Sénart pode ser acessível por transportes públicos. Na verdade, as linhas de ônibus C2, C1 e D do serviço Transdev na Ilha de França servem a cidade, esses últimos partindo da estação de Brunoy, servida pelos trens da linha D do RER.

## Toponímia
Spinolium em 637, Espinolium em 1298, Espinoletum Sae Genovefae no século XIII, Epiney.
A comuna foi fundada em 1793 sob o nome de Épinay-sous-Sénart, o nome atual foi introduzido pelo Bulletin des lois em 1801.

## Geminação
Épinay-sous-Sénart desenvolveu associações de geminação com:
- Isernhagen (Alemanha), em alemão Isernhagen, localizada a 664 quilômetros[5].
- Peacehaven (Reino Unido), em inglês Peacehaven, localizada a 296 quilômetros[6].

## Cultura e patrimônio

### Patrimônio ambiental
Os bancos de Yerres e a parte do município na Floresta de Sénart foram identificadas como Espaços naturais sensíveis pelo Conselho Geral de Essonne.

### Personalidades ligadas à comuna
- Paul-Romain Chaperon (1808-1876), pioneiro[8] da ferrovia, engenheiro da linha de Estrasburgo a Basileia.
- Eugène Ritt (1817-1898), diretor de teatro e diretor da Ópera de Paris. Em 1869, ele comprou uma bela propriedade em Epinay e ali edificou uma casa, atualmente a prefeitura. Em 1884, foi eleito conselheiro municipal de Epinay-sous-Senart, onde residiu muitos anos.
- Maurice Eliot (1862-1945), artista francês.
- Claude Makélélé (1973- ), jogador de futebol.
- Darcel Yandzi (1973- ), judoca.
- Jason Mayélé (1976-2002), jogador de futebol.
- Jacques Faty (1984- ), jogador de futebol.
- Yoane Wissa (1996- ), jogador de futebol.